# 参合館
参合館（さんごうかん）は、愛知県豊田市喜多町2丁目・西町1丁目にある複合施設。豊田市中央図書館、豊田市能楽堂、豊田市コンサートホールなどが入居する。事業費は約211億円。

## 沿革
- 1992年（平成4年）8月 - 都市計画決定[6]。豊田市民センター地区市街地再開発事業による建設。
- 1995年（平成7年）3月 - 権利変換計画認可[6]。
- 1998年（平成10年）4月 - 商業施設が開業。
- 1998年（平成10年）11月3日 - 豊田市中央図書館、豊田市能楽堂、豊田市コンサートホール開館。
- 2003年（平成15年）8月 - 豊田市コンサートホールにパイプオルガンを設置。

## 施設
- 地下1 - 2階 - 駐車場
- 1 - 2階 - 商業施設、金融機関（名古屋銀行豊田営業部・野村證券豊田支店）。豊田市駅東口のペデストリアンデッキが2階と接続する。
- 3階 - 豊田市中央図書館
- 4階 - 豊田市中央図書館
- 5階 - 豊田市中央図書館
- 6階 - 豊田市中央図書館
- 7階 - 豊田市中央図書館
- 8階 - 豊田市能楽堂
- 9階 - 豊田市能楽堂
- 10階 - 豊田市コンサートホール
- 11階 - 豊田市コンサートホール
- 12階 - 豊田市コンサートホール
- 13階 - 豊田市コンサートホール

## 交通アクセス
公共交通機関
- 名鉄豊田線・三河線 豊田市駅から徒歩で約3分。
- 愛知環状鉄道・愛知環状鉄道線 新豊田駅から徒歩で約5分。

自動車
- 東名高速道路 豊田インターチェンジから車で約15分。